# Gosberto di Turingia
Gosberto di Turingia, noto anche come Gozberto (in latino Gozbertus) (fl. 687-689), fu conte di Würzburg e margravio di Turingia, nonché uno dei primi aristocratici franchi della regione a convertirsi al Cristianesimo.

## Origine e notizie biografiche

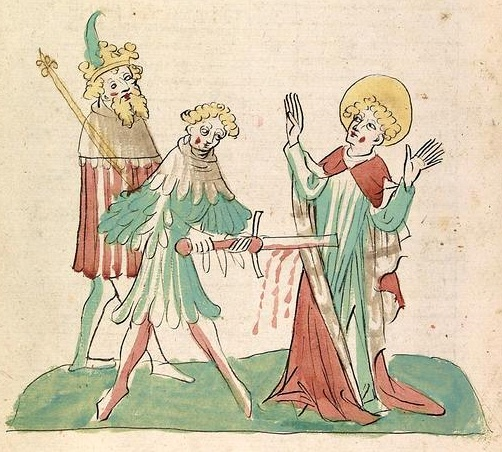
Martirio di san Chiliano, secondo il racconto di Rabano Mauro. Illustrazione da un codice di Strasburgo, 1418 circa

Gosberto era figlio di Hedan I, anch'egli conte di Würzburg e margravio di Turingia. Apparteneva dunque alla dinastia degli Edonidi. Secondo le usanze dei popoli germanici, Gosberto aveva sposato Gailana (o Geilana), moglie di suo fratello defunto, dalla quale aveva avuto Hedan II, suo successore come conte di Würzburg e margravio di Turingia.
L'opera agiografica del IX secolo nota come Passio Kiliani, che racconta la vita di san Chiliano è la principale fonte disponibile su Gosberto e la sua famiglia. Lo storico Wilhelm Störmer asserisce che le informazioni relative alla genealogia degli Edonidi presenti nell'opera siano del tutto credibili.
Tuttavia, il racconto, che accusa la pagana Gailana di essere la mandante dell'omicidio di Chiliano, gode di scarso credito tra gli storici contemporanei, in quanto è noto che Gailana fu battezzata insieme a Gosberto. Senza contare che il martirologio di Rabano Mauro, in contraddizione con la Passio, accusa Gosberto stesso di essere il mandante dell'omicidio di Chiliano.
Inoltre, risultano fortemente anacronistiche nel contesto del VII secolo le posizioni restrittive della chiesa sul tema del matrimonio, che dovrebbero essere la causa del martirio di Chiliano. Infatti, in età merovingia esse non erano ancora state formalizzate.

## Leggenda di san Chiliano

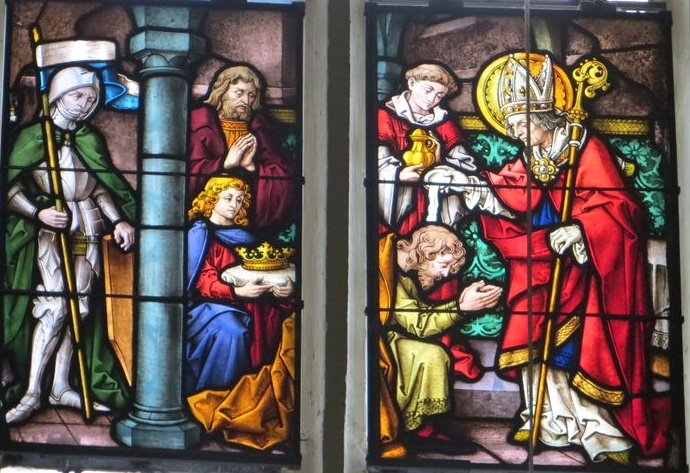
Il battesimo di Gosberto a opera di san Chiliano. Vetrata di Matthäus Schiestl, chiesa parrocchiale Maria vom Rosenkranz, Gerolzhofen, 1905

La leggenda riportata nella Passio Kiliani racconta che Gosberto era un pio pagano che adorava la dea Diana. In quel periodo era giunto in Germania per una missione evangelizzatrice il monaco irlandese Chiliano, accompagnato dai suoi compagni Colomano e Totnano. Avendo saputo di questo monaco, Gosberto lo fece chiamare e convinto dai suoi discorsi, contro la volontà della moglie Gailana, si convertì e venne battezzato , insieme ai suoi uomini più fedeli dallo stesso Chiliano. Il missionario provò a convincere Gosberto che il suo matrimonio con Gailana era da considerarsi illegittimo, in quanto una relazione tra cognati era ritenuta incestuosa. Inizialmente titubante, Gosberto per amore di Dio si era deciso a malincuore a ripudiare la moglie. Sentendosi oltraggiata, Gailana meditò vendetta e l'8 Luglio 689, mentre Gosberto era assente, fece segretamente decapitare Chiliano e i suoi compagni da un sicario. I corpi dei martiri vennero occultati in fretta e furia, seppellendoli insieme ai paramenti, alla croce episcopale, ai libri e agli arredi sacri. Quando Gosberto tornò dalla guerra, non trovando Chiliano, chiese sue notizie a Gailana, la quale disse di non saperne nulla. Tuttavia, l'assassino, roso dal senso di colpa, impazzì e in preda al delirio confessò esclamando «Chiliano, il Santo di Dio, mi brucia con il fuoco più feroce!». Così, Gosberto conservò la propria fede cristiana, ma alla fine fu ucciso dalla sua stessa guardia formata da sassoni pagani e suo figlio Hedan fuggì assieme alla sua famiglia, dopo esser stato cacciato da una rivolta. I ribelli si sottomisero a Gailana, la quale, però, dopo aver governato la marca morì in preda alla follia.

## Eredità storica

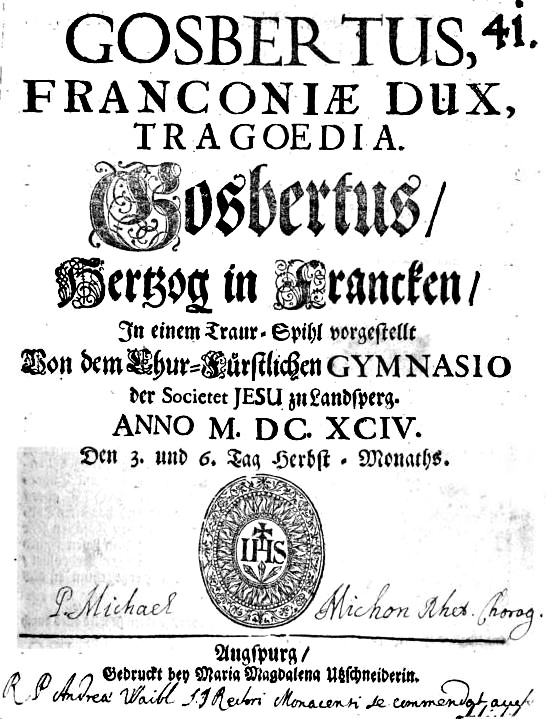
Programma di una rappresentazione del dramma gesuita su Gosberto, Landsberg am Lech, 1694

Nella chiesa parrocchiale di Santa Maria Maddalena a Münnerstadt è conservato un ciclo di quattro dipinti su tavola di Veit Stoss, realizzato intorno al 1505 e avente per tema la leggenda di san Chiliano, nel quale compare anche Gosberto.
Già nel XVII secolo in ambito gesuita venne composta una tragedia in tre atti sull'argomento, che ebbe un discreto successo. All'inizio del XIX secolo il poeta romantico Friedrich de la Motte Fouqué dedicò una tragedia a Gosberto, mentre un'altra tragedia venne composta nel 1926 dallo storico Peter Schneider.
La Gosbertsteige nel quartiere Zellerau di Würzburg prende il nome dalla figura di Gosberto.